# Cordula Stratmann
Cordula Stratmann (Düsseldorf, 10 november 1963) is een Duitse comédienne, presentatrice en schrijfster.

## Jeugd en opleiding
Na het eindexamen studeerde Cordula Stratmann voor sociaal werkster aan de Katholieke Hogeschool Noordrijn-Westfalen in Keulen. Tijdens haar werk in het familieconsultatiebureau van het jeugdorgaan in Pulheim volgde ze een extra opleiding in systematische familietherapie.

## Carrière
In 1990 ontdekte ze de komedie. Als medeoprichtster van de cabaretgroep Fatal Banal in hetzelfde jaar trad ze op bij verschillende evenementen. De figuur Annemie Hülchrath bedacht ze in 1992 voor een carnavalszitting. Drie jaar later kreeg ze van Jürgen Becker het aanbod om mee te werken bij de uitzending Mitternachtsspitzen bij de WDR. In 1993 bedacht ze voor een casting voor de comedyshow Manngold op tm3 de figuur Melanie en werd ze voor 16 afleveringen gecontracteerd. In 1996 trok ze zich terug uit haar werkzaamheden bij het consultatiebureau en ging voorgoed naar de televisie. In 1998 draaide ze twaalf afleveringen van Melanies personalityshow Sonst gerne en startte met de figuur Annemie Hülchrath bij Zimmer frei! bij de WDR. In 2001 kwam Stratmanns eerste podiumprogramma Andererseits wiederum … uit en in oktober werd ze als beste comédienne genomineerd voor de Duitse Comedyprijs.
Sinds september 2004 was ze wekelijks als hoofdrolspeelster te zien tijdens de improvisatieprogramma Schillerstraße (Sat.1). In 2005 kreeg ze voor haar optredens bij Schillerstraße meteen meerdere prijzen (zie onderscheidingen). Van eind 2005 tot begin 2006 werden afleveringen van Schillerstraße getoond, waarin de toentertijd zwangere Stratmann te zien was in een zogenaamd vetkostuum. In 2007 nam ze afscheid van de serie Schillerstraße. In juli startte haar quizprogramma Das weiß doch jedes Kind (Sat.1), waarin ze de presentatie voor haar rekening nam.
In april 2008 nam ze afscheid van het programma Zimmer frei!, doordat ze als Annemie Hülchrath bekendmaakte, te verhuizen naar Polen. In september 2008 publiceerde ze met de co-schrijfster Marion Grillparzer haar tweede boek Ist dieses Buch ansteckend?. In juli 2008 liep het derde seizoen van Das weiß doch jedes Kind met een prominentenspecial. Voor dit special werd ze wederom genomineerd voor een prijs voor de beste show. Het luisterboek Ist dieses Buch ansteckend? werd uitgegeven in februari 2009. Het door haar voorgelezen luisterboek Die Leiden einer jungen Kaiserin van Anna Sam verscheen in juli 2009.
In maart 2010 speelde ze in haar eerste tv-film Ein Fall für Fingerhut, waarin ze de hoofdrol speelde van een hobby-detective. Vanaf augustus 2010 liep de impro-sitcom Wir müssen reden (samen met Annette Frier en Johann von Bülow), waarin de vriendinnen Cordula en Annette in hun Italiaans stamlokaal over God en de wereld spraken. Ondanks slechte kijkcijfers werd de eerste seizoen volledig uitgezonden. In 2013 had ze een gastrol in de serie Danny Lowinsky. In mei 2013 speelde ze de co-presentatrice Claudia Akgün in de comedyshow Frühstücksfernsehen (ARD) van Olli Dittrich. In 2015 is ze in twee series te zien als protagoniste: enerzijds als Die Kuhflüsterin (Das Erste) en anderzijds in Ellerbeck (ZDF).

## Privéleven
Cordula Stratmann is getrouwd met de lit.Cologne-medeoprichter Rainer Osnowski. In maart 2006 werd hun zoon Emil geboren. Ze heeft twee oudere broers.

## Onderscheidingen
- 2005: Deutscher Comedypreis in de categorieën Beste comédienne en Beste Impro-Comedy (als ensemble-lid van Schillerstraße)
- 2005: Deutscher Fernsehpreis in de categorie Beste Comedy
- 2006: Radio Regenbogen Award voor Schillerstraße in de categorie Comedy 2005
- 2006: Romy in de categorie Beste programma-idee
- 2007: Goldene Kamera in de categorie Comedy
- 2007: Bayerischer Fernsehpreis in de categorie Comedy voor Schillerstraße

## Filmografie (selectie)

### Televisie
- 2000–2008: Zimmer frei!
- 2002–2007: Annemie Hülchrath – Der Talk
- 2003: Genial daneben
- 2003–2004: Das Büro (3 afleveringen)
- 2004: SOKO Köln (1 aflevering)
- 2004–2007: Schillerstraße
- 2010: Wir müssen reden! (10 afleveringen)
- 2010: Ein Fall für Fingerhut
- 2013: Danni Lowinski (2 afleveringen)
- 2013: Frühstücksfernsehen
- 2015: Die Kuhflüsterin
- 2015: Ellerbeck
- 2016: Annemie kommt (WDR televisie)
- sinds 2016: Wer weiß denn sowas? (8 afleveringen)
- 2017, 1018, 2019, 2024: Kroymann (satireprogramma, 4 afleveringen)
- 2021: Queens of Comedy (satireprogramma)
- 2023: LOL: Last One Laughing
- 2023: Club Las Piranjas (televisieserie, 4 afleveringen)

### Bioscoop
- 2014: Alles ist Liebe
- 2016: SMS für dich

- Gemeinsame Normdatei: 124933645
- International Standard Name Identifier: 0000 0001 0947 6097
- Library of Congress Control Number: no2011010917
- MusicBrainz: 554dba9c-8df9-421e-a894-84f1649dcd61
- Nederlandse Thesaurus van Auteursnamen: 369890604
- Virtual International Authority File: 959527
- WorldCat: E39PBJth4cCRvQy6xk8m3kBtrq